# J300 Porto Alegre
Die Porto Alegre Junior Championships (portugiesisch: Campeonato Internacional Juvenil de Tênis de Porto Alegre), bis 2013 auch bekannt als Copa Gerdau sind ein World-Junior-Tennisturnier, das jährlich im Februar oder März auf Sandplatz in der brasilianischen Stadt Porto Alegre von der ITF ausgetragen wird. Das Turnier war bis 2019 gemeinsam mit der Trofeo Bonfiglio, dem Osaka Mayor’s Cup, dem Abierto Juvenil Mexicano, und der Orange Bowl Teil der international bedeutsamsten Serie der Grade-A-Turniere und gehörte damit zusammen mit den Nachwuchswettbewerben der vier Grand-Slam-Turniere zu den weltweit wichtigsten Tennisturnieren für Junioren und Juniorinnen. 2020 wurde es auf die Kategorie G1 zurückgestuft und in Brasil Juniors Cup umbenannt.

## Geschichte
Die erste Edition der Porto Alegre Junior Championships fand 1984 noch als nationales Nachwuchsturnier stattet. 1987 wurden erstmals auch Spielerinnen und Spieler aus dem Ausland zugelassen. Im Jahr 2007 wurden die Meisterschaften als Ausgleich zur Abwertung der traditionsreichen Banana Bowl erstmals als Grade-A-Turnier ausgewiesen und damit in den Rang der bedeutendsten Juniorenturniere aufgenommen. Zur 50. Auflage des Banana Bowl 2020 verlor Porto Alegre die Lizenz für das Grade-A-Turnier, das als Banana Bowl nun in Criciúma ausgetragen wird.

## Siegerliste
Einigen ehemaligen Titelträgerinnen gelang im Anschluss der Aufstieg in die internationale Tennis-Weltspitze. Zu den Siegerinnen zählen etwa die Goldmedaillengewinnerin der Olympischen Spiele 2016 Mónica Puig sowie die Wimbledon-Finalistin Eugenie Bouchard. Auch die späteren Anführerinnen der WTA-Doppelweltrangliste Gisela Dulko und Kristina Mladenovic konnten das Turnier jeweils für sich entscheiden.

### Einzel
| Jahr                   | Herren                 | Damen                  |
| ---------------------- | ---------------------- | ---------------------- |
| ↓ Kategorie: Grade 3 ↓ |                        |                        |
| 1999                   | Lucas Engel            | Gisela Dulko           |
| 2000                   | Cristian Villagrán     | Tunde Nemeth           |
| ↓ Kategorie: Grade 2 ↓ |                        |                        |
| 2001                   | Clément Morel          | Matea Mezak            |
| 2002                   | Marcel Felder          | Myriam Casanova        |
| 2003                   | Daniel Gimeno Traver   | Kateryna Bondarenko    |
| ↓ Kategorie: Grade 1 ↓ |                        |                        |
| 2004                   | Eduardo Schwank        | Irina Kotkina          |
| 2005                   | Raony Carvalho         | Alexandra Dulgheru     |
| 2006                   | Albert Ramos Viñolas   | Kateřina Vaňková       |
| ↓ Kategorie: Grade A ↓ |                        |                        |
| 2007                   | Uladsimir Ihnazik      | Cindy Chala            |
| 2008                   | José Pereira           | Elena Bogdan           |
| 2009                   | José Pereira           | Silvia Njirić          |
| 2010                   | Mathias Bourgue        | Mónica Puig            |
| 2011                   | Thiago Monteiro        | Eugenie Bouchard       |
| 2012                   | Mathias Bourgue        | Anna Danilina          |
| 2013                   | Gianluigi Quinzi       | Warwara Flink          |
| 2014                   | Orlando Luz            | Jil Teichmann          |
| 2015                   | Orlando Luz            | Usue Maitane Arconada  |
| 2016                   | Yōsuke Watanuki        | Usue Maitane Arconada  |
| 2017                   | Trent Bryde            | Amanda Anisimova       |
| 2018                   | Sebastián Báez         | Leylah Annie Fernandez |
| 2019                   | Thiago Agustín Tirante | Ane Mintegi Del Olmo   |
| ↓ Kategorie: Grade 1 ↓ |                        |                        |
| 2020                   | Luciano Darderi        | Matilde Paoletti       |

### Doppel
| Jahr                   | Herren                                | Damen                                   |
| ---------------------- | ------------------------------------- | --------------------------------------- |
| ↓ Kategorie: Grade 3 ↓ |                                       |                                         |
| 1999                   | Rodolfo Daruich Sebastián Decoud      | Erica Krauth Vanessa Krauth             |
| 2000                   | Philip Gubenco Hamid Mirzadeh         | Gisela Dulko Maria-José Lopez-Herrera   |
| ↓ Kategorie: Grade 2 ↓ |                                       |                                         |
| 2001                   | Brian Dabul Marcel Felder             | Salome Dewidse Galina Woskobojewa       |
| 2002                   | György Balázs Andis Juška             | Myriam Casanova Elke Clijsters          |
| 2003                   | Juan-Pablo Amado Daniel Gimeno Traver | Maryori Franco Olena Zuzkowa            |
| ↓ Kategorie: Grade 1 ↓ |                                       |                                         |
| 2004                   | Rafael Arévalo Vahid Mirzadeh         | María Fernanda Álvarez Terán Ana Jerman |
| 2005                   | Raony Carvalho Ryan Sweeting          | Nikola Fraňková Kateřina Kramperová     |
| 2006                   | Jonathan Eysseric Nathaniel Schnugg   | Alexandra Dulgheru Roxane Vaisemberg    |
| ↓ Kategorie: Grade A ↓ |                                       |                                         |
| 2007                   | Daniel Cox David Rice                 | Tatiana Búa Roxane Vaisemberg           |
| 2008                   | Axel Michon Guillaume Rufin           | Kristina Mladenovic Maryna Zanevska     |
| 2009                   | Patrik Brydolf Sam Weissborn          | Kristina Mladenovic Silvia Njirić       |
| 2010                   | Filip Horanský Jozef Kovalík          | Jana Čepelová Vivien Juhászová          |
| 2011                   | Marco Aurelio Núñez Kaichi Uchida     | Doménica González Montserrat González   |
| 2012                   | Luke Bambridge Joshua Ward-Hibbert    | Anna Danilina Zuzanna Maciejewska       |
| 2013                   | Orlando Luz Marcelo Zormann           | Alejandra Cisneros Victoria Rodríguez   |
| 2014                   | Quentin Halys Johan Tatlot            | Mayuka Aikawa Adelija Sabirowa          |
| 2015                   | Felipe Cunha e Silva Alejandro Tabilo | Francesca Di Lorenzo Luisa Stefani      |
| 2016                   | Brian Cernoch Vasil Kirkov            | Panna Udvardy Dajana Jastremska         |
| 2017                   | Alafia Ayeni Trent Bryde              | Emiliana Arango Sofía Múnera Sánchez    |
| 2018                   | Sebastián Báez Clément Tabur          | Clara Tauson Anastassija Tichonowa      |
| 2019                   | Shunsuke Mitsui Keisuke Saitoh        | Daniella Dimitrowa Wiktorija Petrenko   |
| ↓ Kategorie: Grade 1 ↓ |                                       |                                         |
| 2020                   | Luciano Darderi Gustavo Heide         | Anaëlle Leclercq Erika Matsuda          |